# George Tibbles
George Tibbles (* 7. Juni 1913 in New York City; † 14. Februar 1987 in Rancho Mirage, Kalifornien) war ein US-amerikanischer Drehbuchautor, Filmproduzent und Songwriter.

## Leben
George Tibbles studierte am Los Angeles City College und startete seine Karriere zunächst als Pianist in Nachtclubs in Los Angeles, bevor er mit dem Songwriting anfing. Er erhielt eine Oscar-Nominierung in der Kategorie Bester Song für das Lied The Woody Woodpecker Song, das er zusammen mit Ramey Idriss für den Zeichentrick-Kurzfilm Wet Blanket Policy geschrieben hatte und das kurz darauf zur Erkennungsmelodie für Woody Woodpecker wurde. Er schrieb außerdem noch einige weitere Songs für unter anderem Frank Sinatra, Al Martino und Tommy Dorsey, sein größter Hit blieb aber der vielfach gecoverte The Woody Woodpecker Song.
Tibbles konzentrierte sich in den 1950ern aber auf das Schreiben von Drehbüchern und arbeitete als Fernsehproduzent. Zusammen mit Don Fedderson und Betty White gründete er die Produktionsgesellschaft Bandy Productions, die die Serie Life with Elizabeth produzierte, die ab 1951 zunächst im lokalen Fernsehen und von 1953 bis 1955 landesweit ausgestrahlt wurde. Daneben schrieb er eine Reihe von Folgen für Date with the Angels (1957–1958),  Dennis, Geschichten eines Lausbuben (1959), Erwachsen müßte man sein (1959–1960), Pistolen und Petticoats (1966–1967), Lieber Onkel Bill (1966–1967) und Hello, Larry (1979–1980). Sein größter Erfolg war Meine drei Söhne. Für diese schrieb er 96 Folgen und damit einen Löwenanteil der insgesamt 380 Folgen der von 1960 bis 1972 laufenden Serie. Er schrieb außerdem Einzelepisoden für populäre Shows wie Wer ist hier der Boss?, The Munsters oder Die Partridge Familie.
Er verstarb am 14. Februar 1987 an Krebs.

## Filmografie (Auswahl)
- 1951–1955: Life with Elizabeth
- 1957–1958: Date with the Angels
- 1959: Dennis, Geschichten eines Lausbuben (Dennis the Menace)
- 1959–1960: Erwachsen müßte man sein (Leave It to Beaver)
- 1960–1972: Meine drei Söhne (My Three Sons)
- 1966–1967: Pistolen und Petticoats (Pistols ’n’ Petticoats)
- 1966–1967: Lieber Onkel Bill (Family Affair)
- 1977: Halloween with the New Addams Family
- 1979–1980: Hello, Larry
- 1981–1984: One Day at a Time